# Michel Canesi
Œuvres principales
- Le Syndrome de Lazare
- La Douleur du Fantôme
- Alger sans Mozart
- Siamoises

Compléments
écrit avec Jamil Rahmani
Michel Canesi, né le 2 octobre 1952, est un médecin et écrivain franco-marocain.

## Biographie

### Médecine
Il exerce la dermatologie depuis le début des années 1980. Confronté à l’émergence du sida à Paris, il est l'un des tout premiers médecins à prendre en charge les malades dès 1982, et à comprendre l’ampleur de l’épidémie naissante.[réf. nécessaire]
Au début des années 1980 il se lie avec Rudolf Noureev, dont il devient très proche. Il l'accompagnera jusqu'à la fin, conjuguant le rôle de médecin personnel et d'ami.

### Écriture
En 2003, il confie le manuscrit d'une ébauche de roman coécrit avec le Dr Jamil Rahmani à André Téchiné sur un sujet qui lui tient à cœur et qui traite de l'émergence du sida dans le Paris des années 1980. Ce dernier trouve l'idée intéressante et décide de s'en inspirer pour l'écriture de son film Les Témoins, sorti en mars 2007, que la critique a salué . Le film a reçu un césar (meilleur second rôle masculin) pour l'interprétation de Sami Bouajila. En avril 2012 paraît aux Éditions Naïve son troisième roman : Alger sans Mozart. Le roman qui a pour toile de fond les cinquante dernières années de l'Algérie, relate l'histoire d'une "pieds-noirs" restée en Algérie après l'indépendance. Ce roman a été sélectionné par le Jury Goncourt parmi les dix meilleurs romans de l'été 2012.
Au printemps 2017, paraît son cinquième roman, Villa Taylor, aux éditions Anne Carrière, coécrit comme toutes ses ouvrages précédents avec son confrère médecin Jamil Rahmani. Cette fiction a pour décor la mythique « Villa Taylor » de Marrakech où de nombreuses personnalités ont séjourné : Winston Churchill, Franklin Roosevelt, Charlie Chaplin....
En avril 2024 le récit des onze dernières années d’accompagnement de son ami Rudolf Noureev est paru aux éditions Plon-bouquins, sous le titre : «  Le crépuscule d’un dieu » . Ce livre a été sélectionné par les membres du jury Goncourt dans la liste des coups de coeur de l'été 2024. 

### Divers
Michel Canési est membre des Comités scientifiques et médicaux de la Fondation Rudolf Noureev.
En 2019, il est naturalisé marocain à titre exceptionnel par dahir royal le 2 mai 2019.